# فیزیک برای رشته‌های فنی
فیزیک برای رشته‌های فنی کتابی از فردریک بیوکی با ترجمهٔ محمد ابراهیم ابوکاظمی است که در سال ۱۳۷۰ منتشر و در مراسم کتاب سال جمهوری اسلامی ایران به‌عنوان کتاب برگزیده معرفی شد.